# Fall Back (EP)
"Fall Back"은 위클로 출신인 릴리 아론, 아일브 배리, 엠마 브랜든, 한나 켈리로 구성된 아일랜드 인디 록 4인조 밴드 플로렌스 로드의 데뷔 익스텐디드 플레이이다. 2025년 6월 20일 워너 레코드를 통해 발매되었다. 이전에 발매된 싱글인 "Heavy", "Catterpillar", 그리고 "Figure It Out"이 선행되었다.

## 배경
각 곡의 길이가 약 3분으로 총 16분 33초의 재생 시간을 가지는 5곡으로 구성되어 있으며 댄 니그로, 댄 윌슨, 존 힐이 제작에 참여했다.
첫 번째 싱글인 "Heavy"는 2025년 3월 14일에 발매되었다. 이어서 두 번째 싱글인 "Catterpillar"는 2025년 4월 23일에, 세 번째 싱글인 "Figure It Out"은 2025년 5월 16일에 발매되었다.

## 평가
| 평가 점수 | 평가 점수 |
| 출처      | 점수      |
| --------- | --------- |
| 클래시    | [ 9 ]     |
| DIY       | [ 5 ]     |
| Dork      | [ 10 ]    |

Dork로부터 5점 만점에 5점을 받았으며, "기본적으로 완벽하다"고 평가되었다. DIY는 4점 만점을 주며 "그들의 사운드가 아직 젊음을 보여주는 순간들이 있지만, 플로렌스 로드가 정말로 훌륭한 무언가의 경계에 있다는 것은 의심할 여지가 없다. 그들의 사운드에 담긴 야망은 그 자체로 설명된다"고 언급했다. 클래시는 7점의 평점을 주며 "그들의 데뷔 믹스테이프의 신선함과 기발함은 그들의 미래 작품들이 그들 고유의 특징을 가질 것임을 암시한다"고 밝혔다.

## 곡 목록
| #            | 제목              | 작사·작곡                                           | 프로듀서              | 재생 시간 |
| ------------ | ----------------- | --------------------------------------------------- | --------------------- | --------- |
| 1.           | 〈Hand Me Downs〉 | 릴리 아론 아일브 배리 엠마 브랜든 한나 켈리 댄 윌슨 | 윌슨 사라 멀포드 [a]  | 3:14      |
| 2.           | 〈Goodnight〉     | 아론 배리 제이미 렌들                               | 렌들                  | 3:13      |
| 3.           | 〈Caterpillar〉   | 아론 렌들                                           | 댄 니그로 라이언 린빌 | 3:37      |
| 4.           | 〈Figure It Out〉 | 아론 배리 브랜든 켈리                               | 루카 카루소           | 3:09      |
| 5.           | 〈Heavy〉         | 아론 켈리 존 힐 마셜 보어                           | 힐                    | 3:20      |
| 총 재생 시간 | 총 재생 시간      | 총 재생 시간                                        | 총 재생 시간          | 16:33     |

### 참고
- ^[a] 는 추가 프로듀서를 나타낸다.

## 참여자
타이달에서 발췌한 크레딧이다.

### 플로렌스 로드
- 릴리 아론 – 보컬 (모든 트랙), 기타 (트랙 2, 4, 5), 백 보컬 (3)
- 아일브 배리 – 베이스 (모든 트랙), 백 보컬 (1, 2)
- 엠마 브랜든 – 기타
- 한나 켈리 – 드럼 (1–4), 피아노 (3), 기타 (5)

### 추가 기여자
- 랜디 메릴 – 마스터링
- 크레이그 실비 – 믹싱 (1, 5)
- 사라 멀포드 – 엔지니어링 (1)
- 대니 스프래그 – 믹싱 어시스턴스 (1, 5)
- 맷 윌락 – 믹싱 어시스턴스 (1)
- 조 맥그래스 – 엔지니어링 (2, 4)
- 제이미 렌들 – 백 보컬, 베이스, 드럼 프로그래밍, 일렉트릭 기타, 신시사이저 프로그래밍 (2)
- 마크 "스파이크" 스텐트 – 믹싱 (2)
- 키어런 비어드모어 – 믹싱 어시스턴스 (2)
- 다니엘 니그로 – 어쿠스틱 기타, 백 보컬, 베이스, 일렉트릭 기타, 멜로트론, 피아노, 엔지니어링 (3)
- 라이언 린빌 – 어쿠스틱 기타, 베이스, 일렉트릭 기타, 피아노, 신시사이저, 엔지니어링 (3)
- 클리오 티그 – 백 보컬 (3)
- 폴 카트라이트 – 바이올린 (3)
- 미치 맥카시 – 믹싱 (3)
- 루카 카루소 – 믹싱 (4)
- 마셜 보어 – 드럼, 피아노 (5)
- 존 힐 – 베이스 (5)
- 지미 키리 – 엔지니어링 (5)
- 예스톤 – 엔지니어링 (5)